# Mithqāl
Der Mithqāl (arabisch مثقال, DMG miṯqāl ‚Wiegegewicht‘), in europäischen Darstellungen auch Miskal, Mitkal, Mitikal, Metikal, Metecallo oder Medikal genannt, war ein feines arabisches Münz- und Warengewicht, das auf dem römisch-byzantinischen Solidus beruhte und zusammen mit dem Dirham die Grundlage des gesamten islamischen Gewichtswesens bildete. Nach dem islamischen Recht ist das Verhältnis von Mithqāl und Dirham 10:7, in der Praxis jedoch 3:2. Das Gewicht des kanonischen Mithqāl lag bei 4,465 Gramm. Je nach Ort und Zeit hat sich jedoch eine Vielzahl unterschiedlicher Mithqāl-Gewichte herausgebildet. Der Metical, die heutige Währung von Mosambik, ist vom Mithqāl abgeleitet. Etymologisch ist der Mithqāl mit dem Schekel verwandt.

## Als Münzgewicht
Im Irak gingen im Mittelalter auf das Mithqāl Gold 20 Qīrāt zu je drei Habba, auf das Mithqāl Silber 12 Qīrāt zu je vier Habba. 1 Mithqāl entsprach von daher 4,233 g. In Arabien, Ägypten und Syrien war hingegen 1 Mithqāl stets 24 Qīrāt. Für den Maghreb geht Walther Hinz von einem Gewicht von 4,722 g für den Mithqāl aus.
Nach anderen Angaben  galten im Maghreb folgende Beziehungen zwischen den einzelnen Gewichtseinheiten:
- Goldgewicht (Goldstaub und unverarbeitetes Gold) in Tripolis 1 Mithqāl aqdasī = 0,24414 Lot (Preußen) = 4,0691 Gramm
  - 7 ½ Mithqāl aqdasī = 1 Ūqīya
- Goldgewicht (Münzen und Goldgeräte) in Tripolis 1 Mithqāl Mu'minī = 24 Charrūba = 0,2747 Lot (Preußen) = 4,5784 Gramm
  - 6 2/3 Mithqāl Mu'minī = 1 Ūqīya
  - Mithqāl Mu'minī wurde auch als Juwelengewicht genutzt.

## Als Warengewicht
Das Gewicht des kanonischen Mithqāl lag nach den Berechnungen von Walther Hinz bei 4,465 g. Dieses galt im Irak bis in das 17. Jahrhundert. In den anderen Ländern trat dieses kanonische Mithqāl in der Praxis jedoch hinter den dort üblichen Sondergewichten zurück.

### Ägypten
Der ägyptische Mithqāl hatte ein Gewicht von 4,68 g. Amtliche Unterlagen bemessen es bis heute mit diesem Wert.

### Syrien
In Damaskus hatte der Mithqāl einen etwas kleineren Wert, nämlich 4,62 Gramm. Nach anderen Angaben  galt in Damaskus im Handel: 1 Metecallo = 0,28025 Lot (Preußen 1 L. = 16,667 Gramm) = 4,671 Gramm

### Anatolien
In Anatolien wog der Mithqāl seit der Osmanenzeit soviel 17/25 ägyptische Qīrāt, d. h. 4,81 Gramm. Nach anderen Angaben war:
- in Smyrna und Tschesme 1 Metikal = 0,28912 Lot (Preußen) = 4,819 Gramm
- in Türkei 1 Medikal = 0,2893 Lot (Preußen) = 4,822 Gramm

### Iran
In Iran hatte der Mithqāl zunächst einen Gewichtswert von 4,3 g. Hinz vermutet, dass damit das alte Silbergewicht des Sassanidenreichs übernommen wurde. Für die Zeit ab dem 16. Jahrhundert setzt Hinz dann einen Durchschnittswert von 4,6 Gramm an.

### Südrussland
Beim Volk der Kiptschak galt der kanonische Mithqāl von 4,46 Gramm. In Schirwan (heute ein historisches Gebiet von Aserbaidschan), einer russischen Provinz, die bis 1812 persisch war, und in Tiflis galt:
- 1 Miskal = 24 Nuchut (kleine Erbse)/Nakuht/Karat = 1 17/175 Solotnik (russ.) = 105,3257 Doli (russ.) = 4,68013 Gramm Das Maß war auch für Perlen, Goldfäden und Seide geeignet. Nuchut galt als das Grundmaß.

### Maghreb
Nach Walther Hinz galt in Nordafrika und al-Andalus allein der kanonische Mithqāl von 4,722 Gramm.

### Ostafrika
In Portugiesisch-Ostafrika wurde im 16. Jahrhundert in Sofala ein Mithqāl verwendet, der damit ungefähr dem osmanischen entsprach. In der Stadt Moçambique hatte der Mithqāl 4,41 g, war also dem kanonischen Wert nahe.

## Belege
1. ↑  Hinz: Islamische Masse und Gewichte. 1970, S. 1.
2. ↑  Hinz: Islamische Masse und Gewichte. 1970, S. 2.
3. ↑  Hinz: Islamische Masse und Gewichte. 1970, S. 4 f.
4. 1 2  Hinz: Islamische Masse und Gewichte. 1970, S. 4.
5. ↑  Hinz: Islamische Masse und Gewichte. 1970, S. 5 f.
6. ↑  Hinz: Islamische Masse und Gewichte. 1970, S. 7.
7. 1 2  Hinz: Islamische Masse und Gewichte. 1970, S. 8.